# Empuriabrava
Empuriabrava (spanisch Ampuriabrava) ist ein Teilort der Gemeinde Castelló d’Empúries am Golf von Roses in der Provinz Girona in Katalonien (Spanien). Die etwa zwei Kilometer von Castelló d’Empúries entfernt an der Costa Brava gelegene Siedlung wurde 1967 gegründet und hat rund 7873 Einwohner (2011).
Empuriabrava besitzt die zweitgrößte Marina Europas. Charakteristisch für das Ortsbild ist ein gitterförmig angelegtes Netz aus befahrbaren Kanälen mit insgesamt über 30 Kilometern Länge und zirka 5000 Schiffsanlegeplätzen. Die meisten Häuser verfügen über einen direkten Zugang zu den Kanälen und Schiffsanlegern.

## Wirtschaft
Empuriabrava wurde als Touristenort errichtet, und dieser bildet auch die Haupteinnahmequelle des Ortes. Neben zahlreichen Restaurants und Geschäften gibt es in Empuriabrava viele Unternehmen, die Yachten fertigen und verkaufen, sowie Bootsvermietungen, Segel-, Surf- und Tauchschulen. Es ist darüber hinaus ein beliebter Ort für Fallschirmspringer, da es über einen eigenen Flugplatz (ICAO-Code LEAP) verfügt. Der flach abfallende, feinsandige Strand Platja d’Empuriabrava ist etwa 1,6 Kilometer lang und einer der breitesten an der Costa Brava. Die Saisongäste stammen überwiegend aus Frankreich und Deutschland, seltener aus den Niederlanden oder Großbritannien.

## Kultur
Anlässlich des Feiertags Diada del Carme finden jährlich am 16. Juli in Empuriabrava zahlreiche Veranstaltungen wie Regatten, Fallschirmvorführungen, Ausstellungen, Sardana-Tänze, Habaneras und ein Sardinen-Essen statt.

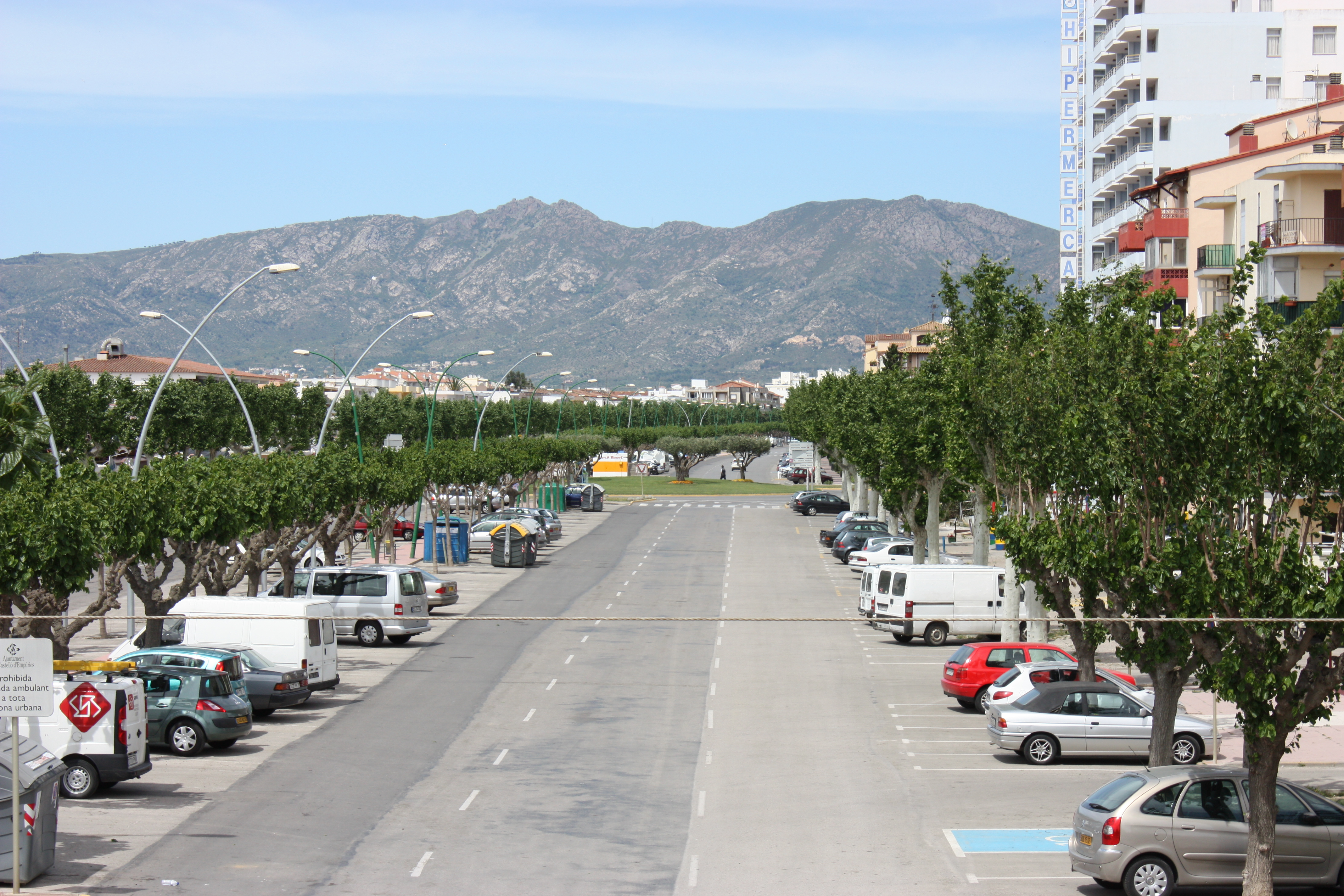
Blick über vordere Einkaufsstraße
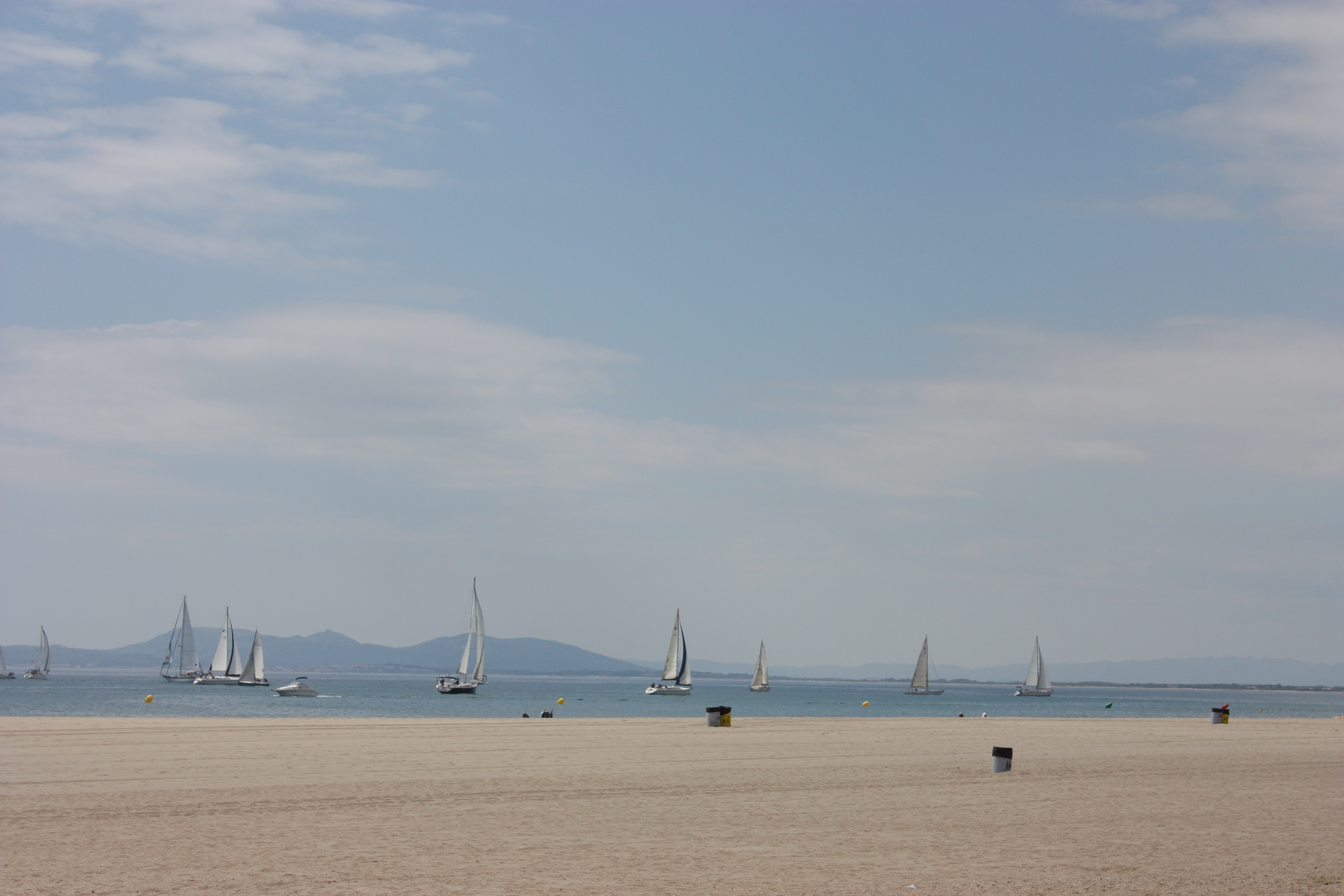
Strand von Empuriabrava